# Americanocentrismo

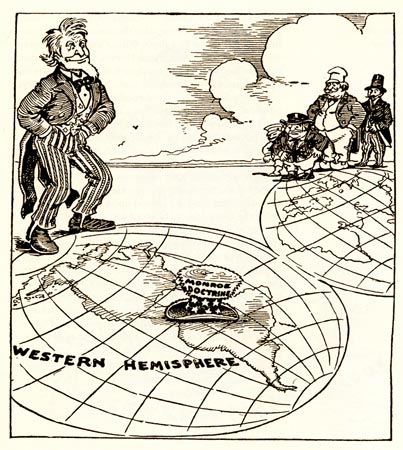
Una caricatura de un periódico de 1912 que destaca la influencia de Estados Unidos en América Latina después de la Doctrina Monroe.

El americanocentrismo (en los países americanos también llamada gringocentrismo o americentrismo, del inglés Americentrism) es una tendencia a asumir que la cultura de Estados Unidos es más importante que la de otros países, o a juzgar culturas extranjeras basándose en los estándares culturales estadounidenses. Se refiere al hecho de ver el mundo desde una perspectiva demasiado centrada en los Estados Unidos, con una creencia implícita, ya sea consciente o inconscientemente, en la superioridad de la susodicha cultura.
El término no debe confundirse con excepcionalismo estadounidense, que es la afirmación de que Estados Unidos es diferente del resto naciones en cuanto a cualidades y suele ir acompañada de la noción de que Estados Unidos tiene superioridad sobre todas las demás naciones.

## Historia
La erudición del americanocentrismo viene desde los orígenes del sistema ideológico, hasta finales del siglo XVIII a nivel histórico, después de la independencia establecida de los Estados Unidos. El americanocentrismo se presenta como un derivado del eurocentrismo que idolatra los ideales de libertad y democracia de los recién fundados Estados Unidos.
Esta erudición en sí misma se construyó inicialmente a partir de la ilustración sobre el eurocentrismo de Jim Blaut de la década de 1980 por el geógrafo británico Richard Peet, quien acuñó el término en su revista de 2005, Del eurocentrismo al americanismo (en inglés: From Eurocentrism to Americanism).

## En los medios
Se ha notado que las cadenas televisivas estadounidenses contienen un sesgo americano en la selección de su material.
Otro ejemplo de americanocentrismo es el alto enfoque que ciertas empresas tienen en los mercados estadounidenses en relación con otros. A menudo, los productos producidos y desarrollados fuera de los Estados Unidos todavía se comercializan como se haría en el contexto estadounidense.
De acuerdo con la Comisión Europea, la gobernanza de Internet (en particular la relacionada con la NSA de los EE. UU.) es demasiado estadounidense. Se criticó el papel importante de la empresa estadounidense ICANN en su administración.
La Wikipedia en inglés ha sido criticada por tener un sesgo sistémico de cara a los Estados Unidos con respecto a su preferencia ocasional hacia las fuentes, el idioma y la ortografía del inglés estadounidense.

## Crítica

### Justicia social
Aquellos que critican al americanocentrismo denotan la ideología por temor a malentendidos entre pueblos o naciones y, en algunos casos, a que se conviertan en graves conflictos raciales o incluso guerras. Afirman que dicha ideología, si se distorsiona su significado, tiene el potencial de fomentar el racismo, crear caos o provocar conflictos armados.
Los críticos de las políticas estadounidenses utilizan el término en un contexto negativo para resaltar una ignorancia nacionalista deliberada mostrada por el gobierno estadounidense hacia sus propios defectos, advirtiendo de la posible distorsión de las relaciones internacionales por parte de los seguidores de dicha ideología.

### Educación
Los educadores han llamado la atención sobre el uso de puntos de vista estadounidenses en la política y los estudios educativos estadounidenses. Los críticos han notado el uso de puntos de vista de aquel país específicamente en las políticas educativas de los sistemas de escuelas públicas de los Estados Unidos acerca de la historia mundial. Las fuentes afirman que las escuelas en los Estados Unidos a menudo tienden a priorizar la enseñanza detallada de la historia nacional y de los países de Europa en su plan de estudios de Historia Mundial, sólo dando una breve cobertura de los eventos en Asia, África, Oceanía y América Latina.
En términos académicos, varios observadores han señalado que el campo de la investigación de la psicología está influenciada predominantemente por estadounidenses. Se ha afirmado que estos tienen la mayor proporción como productores de investigación psicológica, con un enfoque significativo en el estudio de ellos mismos. Por ello ha habido críticas a las teorías y principios derivados de dicha investigación en cuanto a si es universalmente aplicable a todas las personas. Jeffrey Arnett, profesor de psicología en la Universidad Clark, apoya la idea, escribiendo erudición en su crítica, sin tener en cuenta la diversidad de experiencias y contextos humanos.